# Pallathur
Pallathur là một thị xã panchayat của quận Sivaganga thuộc bang Tamil Nadu, Ấn Độ.

## Nhân khẩu
Theo điều tra dân số năm 2001 của Ấn Độ, Pallathur có dân số 7840 người. Phái nam chiếm 49% tổng số dân và phái nữ chiếm 51%. Pallathur có tỷ lệ 73% biết đọc biết viết, cao hơn tỷ lệ trung bình toàn quốc là 59,5%: tỷ lệ cho phái nam là 78%, và tỷ lệ cho phái nữ là 69%. Tại Pallathur, 11% dân số nhỏ hơn 6 tuổi.